# 17 mai 1993
Le lundi 17 mai 1993 est le 137e jour de l'année 1993.

## Naissances
- Ashutosh Lobo Gajiwala, acteur indien
- Casimir Rodrigue Ninga, footballeur tchadien
- Laura Heyrman, joueuse de volley-ball belge
- Merab Sharikadze, joueur géorgien de rugby à XV
- Patricio Garino, joueur de basket-ball argentin
- Rafael Ferreira Silva, joueur de football portugais

## Décès
- André Resampa (né en 1924), homme politique malgache
- Charles Pizey (né le 17 juin 1899), officier de La Royal Navy
- Robert Lapoujade (né le 3 janvier 1921), peintre, réalisateur et écrivain français

## Événements
- Découverte de 6799 Citfiftythree et de (7885) Levine
- Sortie de l'album Emergency on Planet Earth par Jamiroquai